# Oxyspora paniculata
Oxyspora paniculata är en tvåhjärtbladig växtart som först beskrevs av David Don, och fick sitt nu gällande namn av Dc.. Oxyspora paniculata ingår i släktet Oxyspora och familjen Melastomataceae.

## Underarter
Arten delas in i följande underarter:
- O. p. campanulata
- O. p. glandulosa
- O. p. rupicola

## Bildgalleri

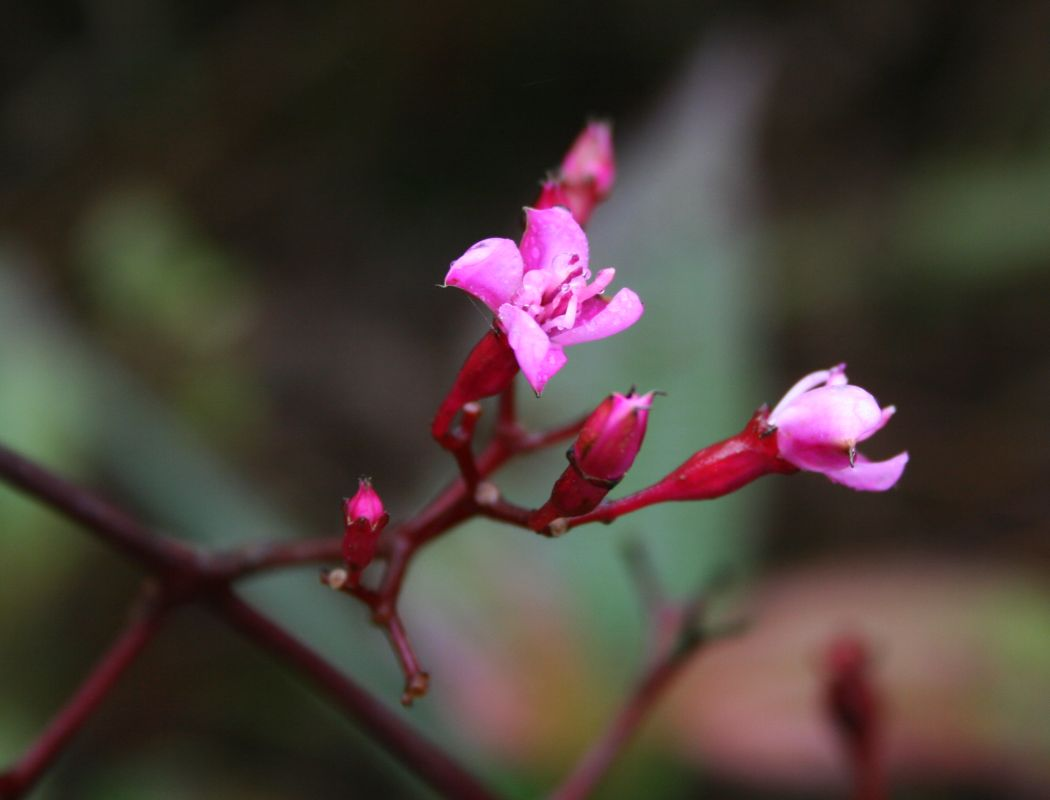
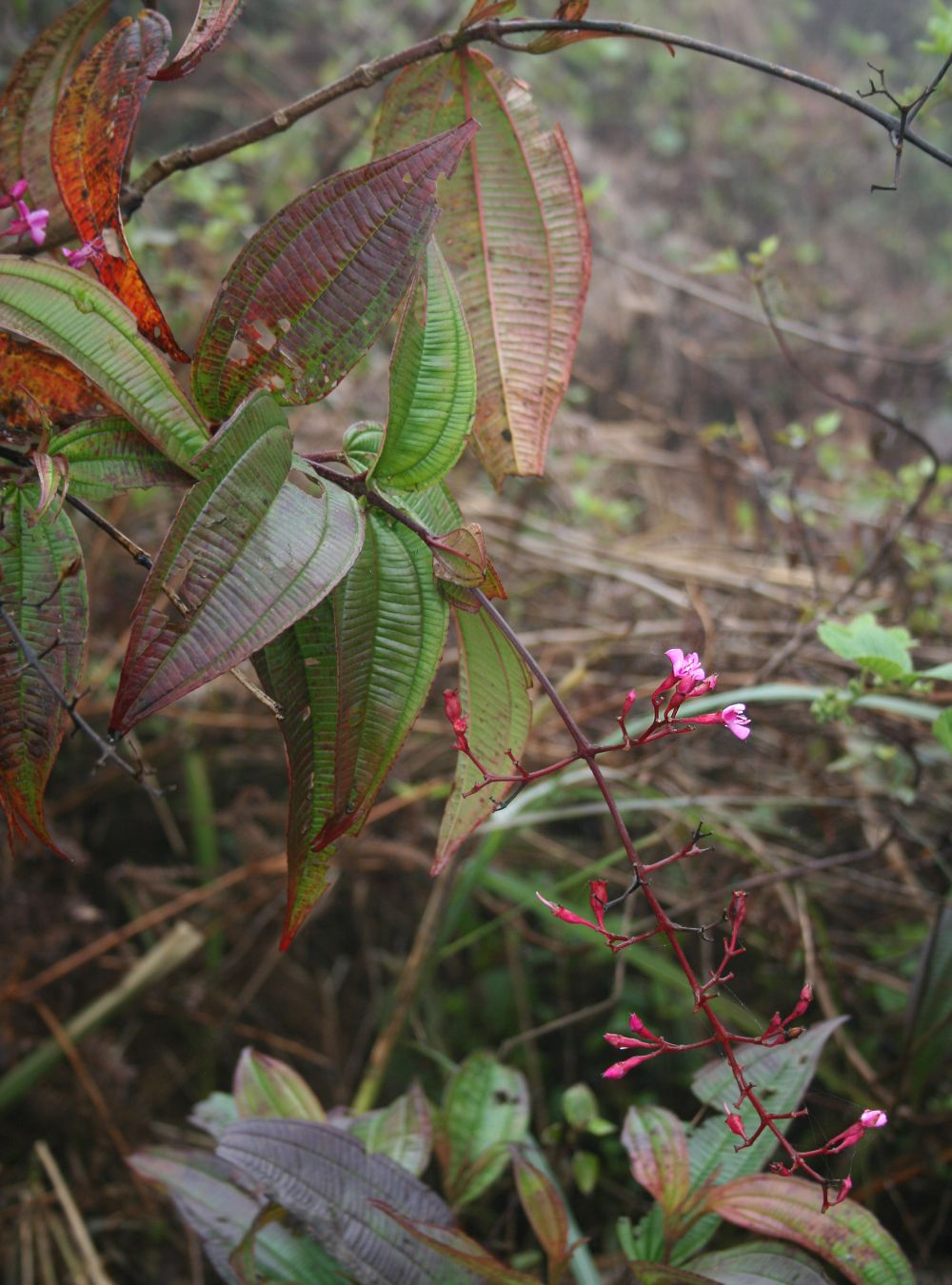
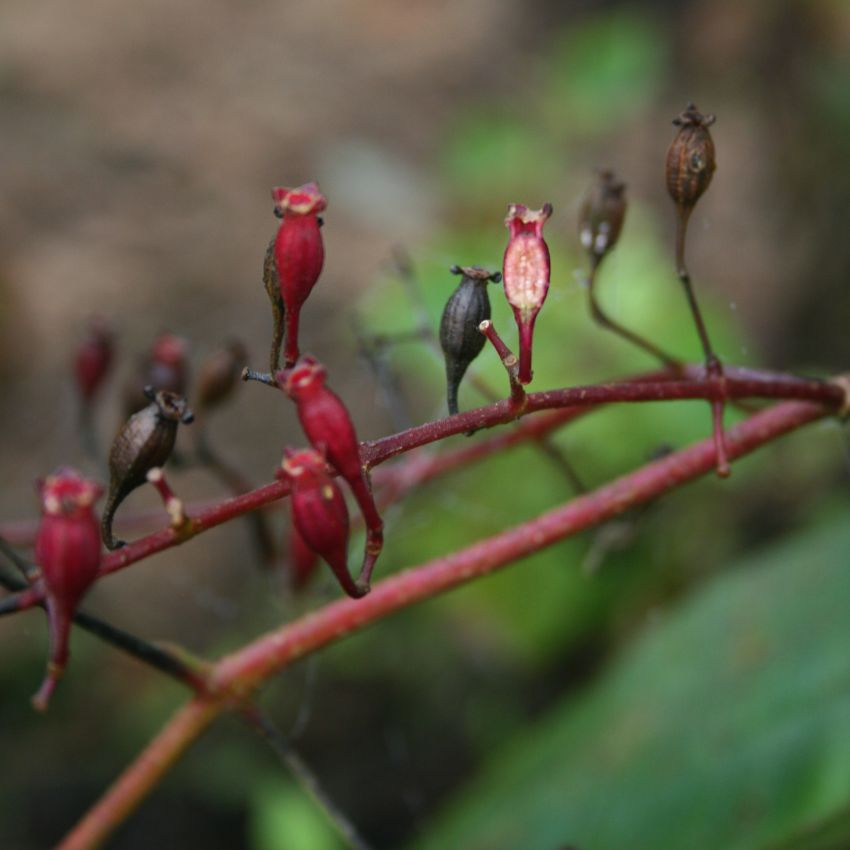